# درگیچ
درگیچ (به لهستانی:  Drgicz) یک روستا در لهستان است که در گمینا ستوچک واقع شده‌است.